# Конец «Охоты на волков», или Охота с вертолётов
«Конец „Охоты на волков“, или Охота с вертолётов» («Баллада о волчьей гибели», «Охота с вертолётов, или Где вы, волки?»; по первой строке известна как «Словно бритва, рассвет полоснул по глазам…») — авторская песня Владимира Высоцкого, созданная в 1977—1978 годах и публикующаяся с посвящением Михаилу Шемякину. Песня, повествующая о расстреле с вертолётов волчьей стаи, рассматривается как вторая части дилогии вместе с песней 1968 года «Охота на волков». Известно более 20 фонограмм, а также видеозапись, выполненная для итальянского телевидения, текст песни включён в первое посмертное издание Высоцкого — сборник «Нерв». Исследователи поэзии Высоцкого отмечают влияние как данной песни, так и дилогии о волках в целом на творчество более поздних авторов.

## Сюжет и структура
Словно бритва рассвет полоснул по глазам,

Отворились курки, как заветный сезам,

Появились стрелки, на помине легки,—

И взлетели стрекозы с протухшей реки,

И потеха пошла — в две руки, в две руки!..

Улыбнёмся же волчьей ухмылкой врагу —

Псам ещё не намылены холки!

Но — на татуированном кровью снегу

Наша роспись: мы больше не волки!
Песня начинается с описания рассвета на «протухшей» реке и сбора охотников, взлетающих с неё на вертолётах («стрекозах»). Дальнейший текст написан от лица лирического героя — волка. Его стаю застал врасплох «свинцовый дождь» с неба, от которого нет спасения. Волки горды своей силой и с презрением относятся к псам, служащим человеку, они любят жизнь, но и в последние её мгновения готовы скалить гнилые зубы в лицо врагу. Однако и они ничего не могут противопоставить бойне с воздуха, когда смерть достаётся «улетающим — влёт, убегающим — в бег». Сильные звери, в обычных ситуациях оставлявшие человека в дураках, легли на брюхо, поджали хвосты «по-собачьи» и беспомощно ползут под обстрелом, оставляя за собой кровавую роспись «мы больше не волки». Только лирический герой предпринимает попытки спасти хотя бы часть стаи, поднимая волков, заставляя бежать к лесу — «труднее убить на бегу!» — и спасать щенков. В итоге, когда все уцелевшие «затаились на том берегу», он остаётся на снежном поле, «татуированном» кровью, единственным живым волком. Герой оканчивает песню в плену, бессильный, окружённый псами, но не побеждённый, улыбающийся врагам, а роспись «мы больше не волки» тает на снегу.
Подобно куплетам «Охоты на волков», «Охота с вертолётов» написана четырёхстопным анапестом, однако в отличие от первой песни этот размер сохраняется на протяжении всей песни, не меняясь в припеве. В «Охоте с вертолётов» отсутствует полностью повторяющийся рефрен: в завершающем каждый куплет четверостишии меняется вторая строка.

## Обстоятельства создания
Возможно, на создание «Охоты на волков» и «Охоты с вертолётов» оказали влияние некоторые из книг в библиотеке Высоцкого. Опираясь на каталог библиотеки поэта, В. А. Гавриков указывает на ряд сцен охоты и описаний природы в творчестве писателей, чьи книги Высоцкий, по-видимому, читал. Наряду с произведениями Льва Толстого, Бунина, Шукшина, в которых авторы относятся к волкам с враждебностью, Гавриков обращает внимание на рассказ Чехова «На волчьей садке», где волчья охота представлена жестокой бессмысленной бойней, и роман Бориса Пильняка «Машины и волки», где в противостоянии волка и охотников симпатии писателя на стороне первого. Близок песням Высоцкого, в особенности первой, и образный ряд у Пильняка. Параллель между незаурядной личностью, которая отвергает общество и которую оно за это травит, и волком в облаве могла попасть на глаза Высоцкому в «Степном волке» Гессе.

Точная дата создания «Охоты с вертолётов» остаётся предметом дискуссии. С одной стороны, Марина Влади в книге «Владимир, или прерванный полёт» пишет: 
Мы в Париже, это семьдесят восьмой год. Я смотрю по телевизору передачу об охоте на волков с вертолёта… Обезумевшие животные стараются зарыться в снег, поднимают искажённые отчаянные морды к ревущим машинам, откуда дождём льется смерть. Вскоре снег покрывается длинными кровавыми дорожками… По телефону я пересказываю тебе фильм. Ночью ты пишешь песню «Охота с вертолёта» — продолжение и в каком-то смысле заключение «Охоты на волков»…
Василий Аксёнов упоминает, что Высоцкий, пришедший в редакцию альманаха «Метрополь» «после очередного погрома», исполнил для писателей две песни, одна из которых, «Мы больше не волки», была «совсем новой». «Метрополь» вышел в свет в декабре 1978 года, а травля его авторов продолжалась на протяжении всего следующего года, то есть «совсем новой» «Охота с вертолётов» представлялась и в 1979 году (в одной из записей Высоцкий утверждает, что песня была написана после разгрома «Метрополя» и по его следам, но это анахронизм — первые фонограммы предшествуют событиям вокруг альманаха). «Одной из последних» эту песню называл и сам автор на съёмках итальянского телевидения в 1979 году.

Однако исследователь В. Яковлев указывает, что к моменту итальянских съёмок «Охоту с вертолётов» Высоцкий уже исполнял некоторое время, и известны не менее 16 фонограмм, датируемых предшествующим этой записи периодом. Он также цитирует интервью, которое певец давал в 1977 году в Донецке. На вопрос о том, «будут ли новые циклы песен», Высоцкий ответил: «Будут, будут… Ну а, кроме того, вдруг решил, например, продолжить цикл о волках — до полного истребления. Черновик песни о том, как их бьют с вертолёта, сейчас лежит в кармане». Помимо этого, Яковлев упоминает два наброска текста к этой песне, датируемые 1977 годом (в том числе со словами «Смерть пала на нас из железных стрекоз»). Таким образом, работа над «Охотой с вертолётов» была как минимум начата до 1978 года. Идея песни могла при этом родиться намного раньше: исследователь Д. Кастрель пишет, что документальный сюжет об охоте на волков с вертолётов как «новой продуктивной технологии уничтожения серого хищника» был частью «Новостей дня» ещё в начале 1960-х годов. Возможно, именно об этой кинохронике вспоминает Марина Влади. В одном из выступлений певец связал создание песни с телепередачей «В мире животных»: 
... в какой-то момент Песков начал много рассказывать по телевидению о том, что стали слишком много уничтожать волков... Их стали уничтожать сверху и опять привели их в состояние полной дисгармонии.
 В то же время Высоцкий подчёркивал в одном из писем 1979 года роль, сыгранную в создании песни художником-эмигрантом Михаилом Шемякиным: «Конец „Охоты на волков“ — это посвящено Михаилу Шемякину. И я придумал эту песню из-за него». Наконец, ещё одна версия происхождения песни предлагается Давидом Карапетяном, считавшим, что на Высоцкого могла повлиять песня Л. Бессьера на слова А. Видали «Волки в Париже». Однако тематика этой песни сильно отличается от «Охоты с вертолётов» — в ней в образе волков представлены немецкие оккупанты, и этот образ однозначно отрицателен.
Сохранившиеся черновики Высоцкого показывают, что замысел песни переживал по ходу создания существенные трансформации. Даже ключевая деталь новой песни — вертолёты — возникает в виде «железных стрекоз», несущих смерть «из-за белых густых облаков», лишь однажды, потом появляясь уже только в окончательной версии. С другой стороны, сама тема возмездия свыше развивается неоднократно, и в одном из набросков появляется причина — нападение волков на людей: «Да попомнят стрелки наши волчьи клыки // И собаки заплатят с лихвою». В других вариантах возникает тема не поделенной с людьми добычи либо охота с вертолётов представляется как прямое, непосредственное продолжение первой, неудачной охоты с флажками, о которой бард пел за десять лет до этого — «Час назад я впервые, впервые, впервые // нырнул под флажки». Возможно, отражением этой преемственности стало появление в новой песне образа собак, при охоте с вертолётов совершенно ненужных.

## Исполнение и публикация
Автор серии передач «Эхо Москвы» о Владимире Высоцком Антон Орехъ сообщает, что первая запись песни была сделана летом 1978 года вместе с балладами для фильма «Стрелы Робин Гуда» и «морскими» песнями из ленты «Ветер „Надежды“». Однако каталог фонограмм Владимира Высоцкого относит первые записи «Охоты с вертолётов» к ноябрю 1978 года. В этом месяце песня была записана в Париже на студии Михаила Шемякина и в Москве для Вадима Туманова. За остаток 1978 и 1979 год было сделано ещё свыше двадцати её магнитофонных записей. Сохранилась и видеозапись исполнения «Охоты с вертолётов», сделанная в 1979 году съёмочной группой телекомпании RAI. Наиболее часто произведение исполнялось на протяжении 1979 года, в основном (хотя не только) перед интеллигентской аудиторией — в частности, на концертах в НИИ прикладной механики, НИКИМП, ЦНИИ Стройфизики. В 1980 году частота исполнения упала настолько, что песня не прозвучала даже на программном московском концерте в ДК «Коммуна». С. В. Свиридов отмечает, что Высоцкий, по-видимому, никогда не пел в одном и том же концерте «Охоту с вертолётов» и «Охоту на волков». Возможно, это объясняется тем, что более ранняя песня была настолько хорошо знакома слушателям, что уже одно упоминание о ней заменяло полноценное исполнение. Однако Свиридов высказывает предположение, что с точки зрения автора «поздняя песня реально не дополняла предыдущую, а, по-видимому, даже мешала ей».
Под названием «Баллада о волчьей гибели» текст песни появился в первом (посмертном) сборнике Высоцкого «Нерв», изданном в СССР в 1981 году. Впоследствии под тем же названием он фигурировал в переизданиях «Нерва», вышедших в 1988 и 1989 году в Алма-Ате, а в других изданиях 1980-х годов публиковался под названием «Охота с вертолётов». Также в 1981 году фирма Kismet Records выпустила пластинку «Владимир Высоцкий. Концерт в Торонто», на которую вошли песни, исполненные в центре «Амбассадор клаб» в апреле 1979 года. Среди вошедших в альбом песен была и «Охота с вертолёта, или Где вы, волки?». Когда фирмой звукозаписи «Мелодия» в конце 1980-х и начале 1990-х годов был организован выпуск серии виниловых альбомов «На концертах Владимира Высоцкого», «Конец охоты на волков» был включён в один из последних дисков серии — «Мой Гамлет», появившийся в 1991 году. На этой пластинке использована фонограмма, сделанная в ноябре 1979 года. Запись из студии Шемякина вошла в последний альбом из сета в семь дисков, выпущенного в 1986—1987 годах в Нью-Йорке коллекционным тиражом в 999 экземпляров.
Отрывки из песни стали частью саундтрека к художественному биографическому фильму 2011 года «Высоцкий. Спасибо, что живой» (режиссёр Пётр Буслов). На протяжении картины неоднократно звучит припев этой песни, по мнению А. С. Светловой (Ягеллонский университет), подчёркивающий свободолюбие заглавного героя.

## Литературный анализ
Как и в других песнях Высоцкого об охоте, критики часто видят в «Охоте с вертолётов» аллегорию, изображение затравленного, обречённого человека под видом зверя. Этот зооморфный образ в творчестве автора к тому моменту исчез и появился в «Конце „Охоты на волков“» после значительного перерыва, когда образность произведений Высоцкого уже поменялась, и, с точки зрения С. В. Свиридова, человек-волк, для которого превыше всего абсолютная личная свобода, в позднем творчестве поэта не только загнан и затравлен, но и обречён на гибель. Свиридов пишет, что если для волка из первой песни спасение было в одиночестве, вдали от гибнущей стаи, во второй же песне он сам в первую очередь спасает именно стаю, а в одиночку бессилен. Это, с точки зрения исследователя, может объяснять тот факт, что Высоцкий не пел обе песни вместе: 
Новый волк «отменил» прежнего, как новый возраст отменяет предыдущий. «Охота»-68 и «Охота»-78 оказались слишком различными и по характеру героя, и по выраженным в них авторскому сознанию и системе ценностей, чтобы быть спетыми на одной сцене, одним голосом, под одну гитару.
В. Таиров полагает, что образ волка, оставленного стаей и окружённого псами, автобиографичен и что к 1978 году Высоцкий особенно остро ощущал одиночество и потерю прежних друзей. С другой стороны, часто образ затравленного волка рассматривается как обобщающий. Для одних литературоведов это поэт, творец — в этом случае В. А. Гавриков и А. В. Скобелев отмечают в «волчьей» дилогии Высоцкого параллель со строками Мандельштама «Мне на плечи кидается век-волкодав» и Пастернака «Я пропал, как волк в загоне». Другие считают этот образ относящимся к обобощённому советскому человеку или обитателю тоталитарного общества в целом. Я. Корман отмечает, что тема антропоморфных зверей, не способных понять, за что их истребляют люди, звучит уже в 1971 году в «Песенке про мангустов», а на следующий год в стихотворении «Лабиринт» бестолково «мечутся» перед лицом неизбежной смерти уже сами люди: «Каждый — как волк: // Ни у кого // выхода нет!».

С последней точкой зрения связана одна из трактовок строки «Те кто жив, затаились на том берегу» — отмечается, что «тот берег» в русской литературе ко временам Высоцкого превратился в устойчивую метафору эмиграции. Этот образ фигурирует в названиях книг Герцена и Набокова и в тексте песни Вертинского «В степи молдаванской»: «И российскую милую землю // Узнаю́ я на том берегу». Д. Кастрель иронизирует, что волки, которых вожак посылал «в лес» и которые вместо этого «затаились на том берегу», просто сделали выбор между эмиграцией и лесоповалом в пользу первой. В то же время отмечается, что у Есенина в стихотворении «Мир таинственный, мир мой древний…», где тоже фигурирует волк, зажимаемый «в тиски облав», у понятия «другой берег» значение иное: 
И пускай я на рыхлую выбель
Упаду и зароюсь в снегу…
Всё же песню отмщенья за гибель
Пропоют мне на том берегу.
Мотив надписи кровью на снегу также звучит у Есенина в стихотворении «Лисица». В «Охоте с вертолётов» встречаются и другие устоявшиеся образы. Так, выражение «свинцовый дождь» для обозначения сильного обстрела восходит ещё к 1820-м годам, когда встречается у Е. А. Баратынского в «Эде» (правда, тогда ещё в форме «свинцовый град»). У Маяковского в поэме «Хорошо!» фигурирует «свинцовый кипяток», а о «свинцовом дожде» уже в привычном виде поётся и в «Тачанке» на слова М. И. Рудермана, и в песне Окуджавы «Надежды маленький оркестрик». «Желтоглазое племя моё» из стихов Высоцкого перекликается с жёлтыми глазами волков, неоднократно упоминаемыми в творчестве В. Шукшина. У лирического героя в окружении врагов, в отрыве от стаи «отказали глаза, притупилось чутьё» — согласно Скобелеву, это описание соответствует фольклорному канону реакции персонажа, попавшего в «гиблое место» (схожий образ возникает в «Истории болезни»: «Уже я свой не слышу крик, // Не узнаю́ сестру»). В первой строке «Словно бритва, рассвет полоснул по глазам» Т. Е. Автухович видит отсылку к образу из фильма Луиса Бунюэля и Сальвадора Дали «Андалузский пёс», который открывает сцена с разрезанием глазного яблока бритвой (другая ассоциация у беллетриста Андрея Назарова — по его словам, «действие ясно обозначено как подлая бандитская акция»).

Поскольку «Охота на волков» и «Конец „Охоты на волков“» традиционно рассматриваются как дилогия, исследователи уделяют внимание вопросу преемственности лирического героя. Сам автор, комментируя вторую песню на одном из концертов, говорил: 
Если кто помнит мою первую песню «Охота на волков», вот там далее участвует персонаж, который участвовал в той песне.
 Е. Шевяков, указывая на сочетание тающей на снегу кровавой росписи и «протухшей» (то есть уже вскрывшейся — зимой запаха бы не было) реки, высказывает предположение, что в «Охоте с вертолётов» действие разворачивается весной, которая напрямую следует за зимой, описанной в «Охоте на волков». При этом по мнению Д. Кастреля, Высоцкий первоначально намеревался эту преемственность сделать ещё более явной, чем в окончательной версии песни. Так, в ранних вариантах были строки «Мы легли на живот и убрали клыки. // Даже я, даже тот, кто нырял под флажки…». Позже, однако, Высоцкий уже пел «вы» вместо «мы» и второй раз «даже тот» вместо «даже я». В других черновиках на «волчью» тематику автор тоже не скрывает, что его герой — тот самый, что «когда-то ушёл за флажки». Кастрель объясняет такой — как ему представляется — «проговариваемый» отход от преемственности тем, что, будучи слишком явной, она затрагивает не только волка-вожака, но и всю стаю. Если от облавы в «Охоте на волков» ушел не одиночка, а вся стая, то теряется пафос первой песни: 
«Кровь на снегу» тут же окажется клюквенным соком, «всосанные традиции» превратятся в невыученную таблицу умножения, а уникальная непокорность главного героя растворится в едином порыве вольнолюбивых масс!
Тема росписи «Мы больше не волки!», тающей на снегу в последних двух строках текста, у исследователей вызывает разногласия. С одной стороны, встречается взгляд, согласно которому, поскольку лирический герой выжил, а роспись тает, конец песни можно расценить как оптимистический: волки не отреклись от собственной природы на самом деле. С этим, однако, спорят и Свиридов в «Конце охоты», и В. В. Шадурский, рассматривавший связи песен Высоцкого с зарождавшимся русским роком. Свиридов предостерегает от бюрократического подхода «нет бумажки — нет и человека»: даже если роспись больше не видна, отказ от волчьей сути уже состоялся. Шадурский пишет, что, поскольку «[н]адежда волка… на полноценную жизнь исчезла», в финале песни видится не жажда жизни, а остывающее место бойни, положившей конец волчьей породе.
Внимание литературоведов привлекла также повторяющаяся в разных произведениях Высоцкого инверсия: в комплексе «охотник-оружие» первым часто упоминается именно орудие, а не человек, его применяющий. В текстах Высоцкого звук выстрела предшествует образу стреляющего. Этот приём находят и в «Охоте на волков» («Из-за елей хлопочут двустволки — // Там охотники прячутся в тень…»), и в «Охоте с вертолётов» («Отворились курки, как волшебный сезам, // Появились стрелки, на помине легки…»), и в таких песнях как «Был побег…» и «Оплавляются свечи…». Другим повторяющимся мотивом творчества Высоцкого, проявляющимся и в «Охоте с вертолётов», стала связка понятий «охота» (или, в более широком контексте, «насилие», «убийство») и «веселье»: в данном случае она находит отражение в описывающих отстрел волков словах «И потеха пошла — в две руки, в две руки!»

## Наследие
Среди кавер-версий «Охоты с вертолётов» — исполнение песни Сергеем Безруковым в заключительной части спектакля-концерта «Высоцкий. Рождение легенды» Московского губернского театра. В Польше широко известен вольный перевод песни, сделанный в 1983 году бардом Яцеком Качмарским (ранее переведшим и «Охоту на волков»). Версия Качмарского известна как «Obława II» или «Obława z helikopterow» и под последним названием вошла в компакт-диск Качмарского Live, выпущенный в 1990 году. На болгарский язык «Охоту с вертолётов» переводила Ася Григорова, в 2014 году песня стала одним из первых произведений Высоцкого, переведённых на гагаузский (перевод Тодура Занета опубликован в газете Ana Sözü).
По мнению барда Игоря Уразова, образ волка стал в русской бардовской песне положительным, а противопоставляемый ему образ собаки как подручного людей, палачей и гонителей — отрицательным из-за влияния Высоцкого — «генералиссимуса авторской песни». Прямое влияние «волчьей дилогии» Высоцкого отмечает Е. Г. Шевяков в песне Максима Леонидова «Волки» (альбом «Не дай ему уйти», 1999 год). Хотя смысловой стержень песни Леонидова ближе к «Охоте на волков» (в одном случае устоявшийся закон ради выживания нарушает волк, в другом — одичавший пёс), в её тексте имеются прямые пересечения с «Охотой с вертолётов»: вертолёт, несущий смерть герою, «словно бритва, рассвет полоснул по глазам» — «злое солнце над лесом встало», «я мечусь на глазах полупьяных стрелков» — «от палача перегаром несёт». Трагичный финал (окончательный у Леонидова, предполагаемый у Высоцкого) также сближает песни 1999 и 1978 годов. Исследователи творчества Высоцкого отмечают также часто встречающийся в Интернете текст, впервые появившийся за подписью mariyakondinski. В этом случае «наивный автор» (литературоведческий термин, закрепившийся за непрофессиональным сетевым литературным творчеством) предпосылает полному тексту «Охоты с вертолётов» — без указания автора оригинала — одно четверостишие собственного сочинения на тему побега из места заключения: «Был побег! Дерзкий, наглый, средь белого дня…».